# Otto Hünnerkopf

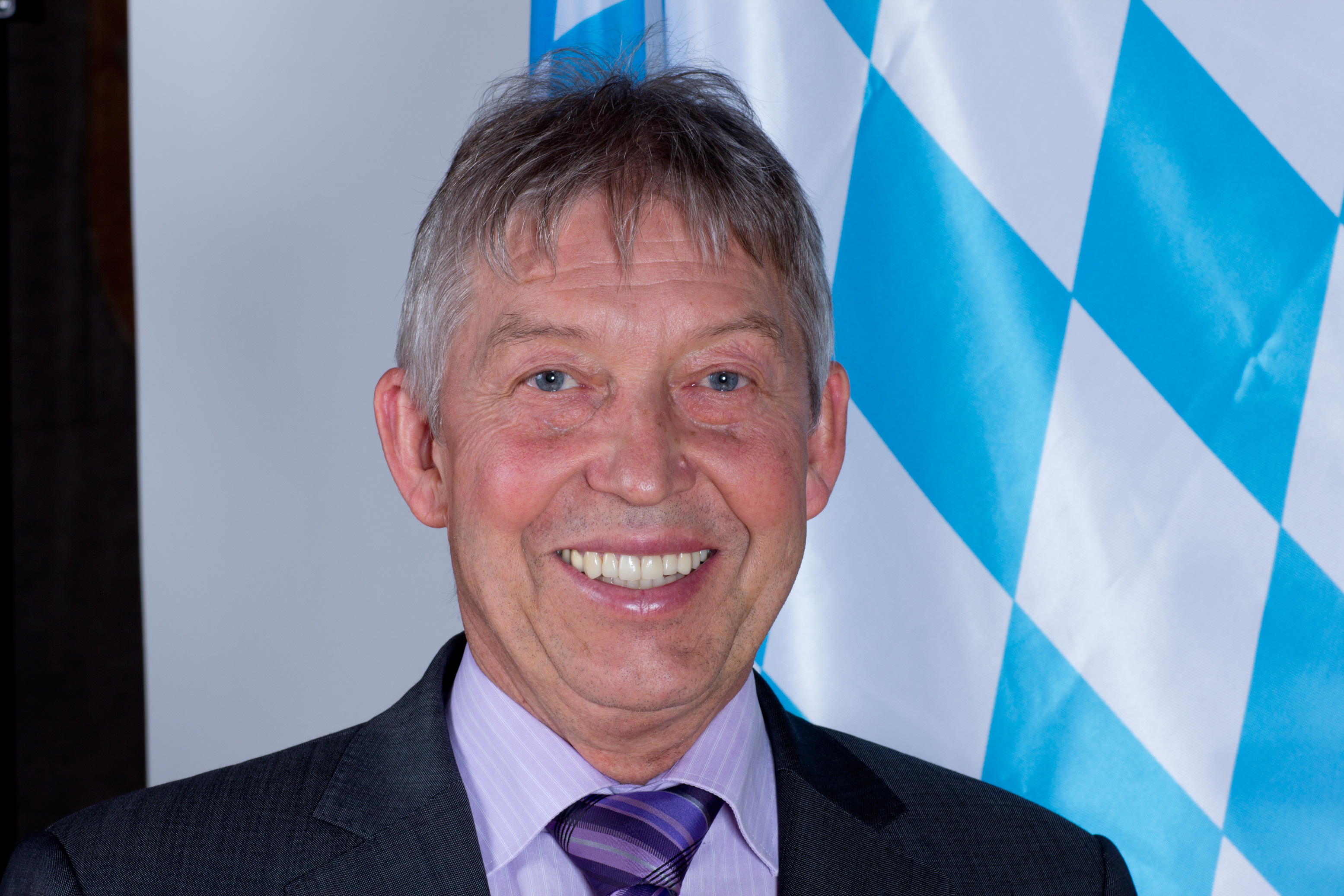
Otto Hünnerkopf, 2012

Otto Hünnerkopf (* 14. März 1951 in Wiesentheid) ist ein deutscher Diplom-Ingenieur für Landespflege und ein bayerischer Politiker (CSU).

## Leben und Beruf
Nach dem Besuch des Egbert-Gymnasiums Münsterschwarzach beendete Otto Hünnerkopf das Gymnasium mit dem Abitur am Armin-Knab-Gymnasium in Kitzingen. 1972 bis 1976 folgte ein Studium der Landespflege an der TU München – Außenstelle Weihenstephan; dieses beendete er mit dem Abschluss Dipl.-Ing. für Landespflege im Schwerpunkt Landschaftsökologie.
Von 1976 bis 1980 verrichtete er seine Forschungsarbeit bei der Gesellschaft für Strahlenforschung (heute Helmholtz Zentrum München) in Neuherberg. 1980 wurde er zum Dr. agr. promoviert.
Bis 1989 war er Angestellter beim Straßenbauamt Schweinfurt. Von 1989 bis 2003 war er Sachgebietsleiter in der Direktion für ländliche Entwicklung Würzburg. Zeitweise hatte er einen Lehrauftrag an der FH Würzburg-Schweinfurt im Studiengang Vermessung.

## Politische Laufbahn
Seit 1972 ist Hünnerkopf Mitglied der CSU. Seit 1990 vertritt er die CSU im Marktgemeinderat von Wiesentheid und fungierte dort zeitweise als dritter Bürgermeister. Seit 2002 ist er für die CSU auch gewähltes Mitglied im Kreistag von Kitzingen. 2003 wurde er zum Kreisvorsitzenden seiner Partei in Kitzingen gewählt.
Otto Hünnerkopf vertrat von der Landtagswahl 2003 bis 2018 den Stimmkreis Kitzingen (Wahlkreis Unterfranken) im Bayerischen Landtag. 2003 wurde er mit 54,3 % direkt in das Landesparlament gewählt, 2008 waren es 44,7 % und 2013 50,3 %. Hünnerkopf war Mitglied im Ausschuss für Umwelt und Verbraucherschutz des Bayerischen Landtags. 2018 trat er nicht mehr zur Wahl an. Seine Nachfolgerin als Direktkandidatin ist Barbara Becker.

## Ehrenämter und Mitgliedschaften
- stellvertretender Ortsvorsitzender Bund Naturschutz
- Kirchenpfleger in Untersambach
- unterfränkischer Bezirksvorsitzender und stellvertretender Landesvorsitzender des Obst- und Gartenbauvereins
- Ortsobmann Bauernverband
- Sprecher des Beirats „Zentrum-Nachhaltigkeit-Wald im Steigerwald e. V.“

## Familie
Otto Hünnerkopf ist katholisch, seit 1975 mit der Lehrerin Irene Hünnerkopf verheiratet und hat zwei Kinder.

## Ehrungen
Hünnerkopf erhielt 2011 die Bayerische Staatsmedaille für Verdienste um die Umwelt.